# 1901年移民限制法令
《移民限制法令》（Immigration Restriction Act 1901）是澳大利亚议会在1901年颁布的一项法令。其限制了前往澳大利亚的移民并且成为了力求驱逐澳大利亚移民中所有非欧裔人口的白澳政策的基础。 法律给予了移民官员高度的自由决定权来阻止人们进入澳大利亚。该法令禁止很多种类的移民移至澳大利亚并且规定非法入境的人应驱逐出境。
由于英政府的反对，法规中避免了更加明显具有指向种族的法令，取而代之的是用听写测试的控制机制来筛选移民，它要求寻求进入澳大利亚的人听写出任何一欧洲语言（不需要一定是英语）长达50字的文章。文章的语言由移民官员酌情决定。该测试不是以移民官员检验申请人的语言水平为目的而设计的，相反，测试人会提前了解并且选取申请人不会通过的语言进行测试。

## 法令的规定

### 概况
这个法令明令禁止一些种类的移民，这些种类包括患有传染病的人群，之前有过犯罪记录的人群，妓女或男妓以及有精神问题的人群。
法令还自动允许一些人群进入澳大利亚，比如英国陆军或是英国皇家海军、任何访问澳大利亚港口的船只的船长以及所有工作人员、任何受委派处理外国政府事务的人士、移民获批者的家属以及前澳大利亚居民。

### 听写测试
法令中提到任何想移民来澳的人都需要完成一个50字的听写测试。“任何没有按官员要求完成听写测试的人士，以及當考官不在场时在其发放的50字文章上签字的人士。”
这样的人将会“禁止”移民。并且阻止其进入澳大利亚。
这个测试与之前在西澳、新南威尔士以及塔斯马尼亚实行的测试相似。法令使官方移民局在不明确表示的情况下，以种族为基础排除想要移民的人。在1903年后，选择考试文章变得不再重要，因为在测试最初，申请人群不能入境是既定事实，所以测试的方式最终走向终结是不可避免的。虽然理论上来说任何来澳大利亚的人都需要参加考试，但在实践中，它是基于种族以及其他一些不良的考虑下的一种有选择性的测验。

### 犯罪
法令中设立了一系列联邦中有关移民的罪行，非法移民会监禁最高六个月，在那之后会将其驱逐出境。将除欧裔以外的人通过船只非法传送入境者的船长以及船只拥有者都可能承担每位移民100英镑的罚款。外交部长也有权扣押疑似非法运送黑民入境的船只。那些将患有传染病或者精神失常的人带入境内的人在承担其他惩罚同时，也要承担为这些人提供护理造成的花销。

## 法令的修改
最初的听写测试指定必须要通过任何一种欧洲语言的测试，并且测试会在移民者来到澳洲的第一年的任何时间进行测试，在1905年法令进行了修订，允许政府规定测试的语言，该法令修订的目的是为了平息日本人民对测试中只给出欧洲语言表现出的不满。1932年，测试的时间延长至移民者入境的前五年，并且官方测试对个人接受测试的次数不再受限。
《移民限制法令》由1958移民法令所取代，该法令将普通的签证制度（或是入境许可）取代了听写测试，并且移除了其他的限制，虽然很多来自南欧以及亚洲的移民先已居住在澳大利亚，但是他们中的一部分都是在第二次世界大战期间或之后以难民的身份来到澳大利亚的。

## 參閱
- . Tenpoundpom.com.   [27 April 2014]. （原始内容存档于2014-03-01）. Real examples to see if you can pass the test.
- . Immigration Museum.   [13 July 2005]. （原始内容存档于2008-08-29）.
- . Dept of Immigration and Citizenship.   [5 January 2010]. （原始内容存档于2006-09-01）.
- Kel Robertson with Jessie Hohmann and Iain Stewart, .   [24 May 2013]. （原始内容存档于2016-03-04）. Gives examples of the dictation test in English and Italian.

## 外部連結
- 澳洲国家档案馆中法令的副本（页面存档备份，存于）